# (7765) 1991 AD
1991 أي دي (ويعرف أيضًا باسم (7765) 1991 أي دي وفق تسمية الكوكب الصغير) (بالإنجليزية: 1991 AD)‏ هو كويكب ضمن حزام الكويكبات؛ وترتيبه 7765 من حيث الاكتشاف.
اكتُشف هذا الجُرم الفلكي بواسطة أوسامو موراماتسو في 8 يناير 1991.

## وصلات خارجية
- (7765) 1991 AD في قاعدة بيانات مختبر الدفع النفاث لأجرام النظام الشمسي الصغيرة

- الاكتشاف · مخطط المدار ·  العناصر المدارية · المعلمات المادية

- (7765) 1991 AD على موقع ويكي سكاي: DSS2, SDSS, GALEX, IRAS, Hydrogen α, X-Ray, Astrophoto, Sky Map, Articles and images